# Ghataprabha
Der ca. 283 km lange Ghataprabha ist ein rechter bzw. südlicher Nebenfluss des Krishna im Norden des südindischen Bundesstaates Karnataka.

## Verlauf
Der Ghataprabha entspringt ca. 3 km südlich der Ortschaft Kegad im Süden des indischen Bundesstaats Maharashtra. Nach wenigen Kilometern durchfließt er den nur etwa 2 km langen Phatakwadi-See. Er fließt hauptsächlich in östliche bis nordöstliche Richtungen und passiert die historisch bedeutsame Kleinstadt Nesari nahe der Grenze zum heutigen Bundesstaat Karnataka. Im etwa 20 km langen Hidkal Reservoir wird er gestaut, bildet aber kurz darauf die während der Monsunzeit imposanten, ansonsten aber nahezu trockenfallenden ca. 53 m hohen Gokak-Falls. Er passiert die Städte Konnur, Gokak und Mudhol. Schließlich mündet er von Südwesten kommend in den im Jahr 2005 fertiggestellten und hauptsächlich vom Krishna gespeisten Almatti-Stausee (auch Lal-Bahadur-Shastri-Stausee).

## Orte am Fluss
Wegen der regelmäßigen Überschwemmungen während der Monsunzeit liegen die meisten Ortschaften und Städte etwa 1 km vom jeweiligen Fluss entfernt.